# Tell Aran
Tell Aran (tiếng Ả Rập: تل عرن; cũng đánh vần, Tell Arn; Arne cổ đại) là một thị trấn đa số người Kurd  ở miền bắc Syria, một phần hành chính của quận al-Safira của Tỉnh Aleppo, nằm ở phía đông nam Aleppo gần Sabkhat al-Jabbul. Các địa phương lân cận bao gồm Tell Hasil, al-Nayrab và Tell Shughayb ở phía tây bắc và al-Safira ở phía đông nam. Theo Cục Thống kê Trung ương Syria (CBS), Tell Aran có dân số 17.767 trong cuộc điều tra dân số năm 2004. Thị trấn nổi tiếng với nho, vườn nho và vườn.

## Lịch sử
Các gò khảo cổ là nói lớn nhất trong khu vực Aleppo  và đo khoảng 30 mét (98 ft)   chiều cao và 150 mét (490 ft) theo chiều rộng. Nó được cho là địa điểm của cổ đồ sắt giải quyết Arne.  Arne là nơi sinh sống đầu tiên của Arameans, và từng là thủ đô hoàng gia đầu tiên của vương quốc Bet-Gus của Aramaean. Vương quốc Bet-Gus trải dài từ khu vực Azaz ở phía bắc đến Hamath ở phía nam, và được Gus of Yahan thành lập vào thế kỷ thứ 9 trước Công nguyên.
Trong hồ sơ của Assyrian, thành phố được coi là trụ sở của Arame, con trai của người sáng lập vương quốc. Nó đã bị vua Assyria Shalmaneser III cướp phá vào năm 849 trước Công nguyên trong một trong những chiến dịch của ông ở phía tây, được chứng thực bởi một ban nhạc bằng đồng được tìm thấy tại Balawat. Sau khi thành phố bị sa thải, Arpad (Tell Rifaat hiện đại) trở thành thủ đô của vương quốc Bet-Gus. Địa điểm hiện đại này vẫn còn sót lại những bức tường gạch bùn khổng lồ dài 20 mét (66 ft) theo chiều rộng. Các cuộc khai quật tại địa điểm đã sản xuất đồ gốm tương ứng với nghề nghiệp của con người trong Thời đại đồ sắt II, nhưng không phải là Thời đại đồ sắt I. Nói với Aran cũng có thể là nơi diễn ra trận chiến lớn giữa vua Ai Cập Thutmose III và một đội quân Mitannian đã kết thúc bằng một thất bại nặng nề vua của Mitanni.